# J3 League
J3 League (jap. J3リーグ J3 Rīgu) w skrócie J3 – trzecia w hierarchii ligowej klasa rozgrywkowa w piłce nożnej mężczyzn w Japonii. Zarządzana jest przez J.League. Podobnie jak J1 League i J2 League, jej sponsorem tytularnym jest japońskie przedsiębiorstwo ubezpieczeniowe Meiji Yasuda, przez co oficjalna nazwa brzmi Meiji Yasuda J3 League (jap. 明治安田生命J3リーグ).
Awans do wyższej ligi automatycznie wywalczają drużyny z 1. i 2. miejsca. Od sezonu 2024 drużyny, które zajęły miejsca od 3 do 6, mierzyć się będą między sobą w barażach, a zwycięzca awansuje jako trzecia drużyna do J2. Z kolei trzy ostatnie drużyny z dołu tabeli J2 zostaną automatycznie zdegradowane do J3.

## Historia
Po wspólnej dyskusji komisji J1 i J2 w dniu 16 stycznia 2013 roku, wszystkie kluby J.League osiągnęły porozumienie w sprawie utworzenia od 2014 roku nowej ligi.
Decyzja ta została oficjalnie wprowadzona w życie przez Radę Ligi 26 lutego 2013 roku.
Z początku planowano, by w lidze występowało 10 drużyn, ale kolejne lipcowe posiedzenie Rady Ligi zdecydowało, że w inauguracyjnym sezonie J3 wystąpi 12 zespołów.
Aby wziąć udział w rozgrywkach, klub musiał posiadać członkostwo lub złożyć wniosek przed 30 czerwca 2013 roku, a następnie przejść kontrolę w celu uzyskania licencji uczestnictwa wydanej przez Radę J.League.
19 listopada Rada J.League potwierdziła udział następujących klubów w inauguracyjnym sezonie J3:
- Gainare Tottori (drużyna spadła w 2013 roku z J.League Division 2)
- Blaublitz Akita
- FC Machida Zelvia
- SC Sagamihara
- AC Nagano Parceiro
- Zweigen Kanazawa
- YSCC Yokohama
- FC Ryukyu
- Fukushima United FC
- Fujieda MYFC
- Iwate Grulla Morioka
- J.League U-22 (drużyna, złożona z najlepszych młodzieżowców J1 i J2, mająca na celu przygotowanie ich do Igrzysk Olimpijskich w 2016 roku[7])

Od 2017 do 2023 roku mistrzowie i wicemistrzowie awansowali bezpośrednio i zastępowali kluby z 21. i 22. miejsc w J2. Jeśli tylko mistrz lub wicemistrz posiadał, lub otrzymał licencję J2, to z ligi spadał tylko ostatni klub w tabeli J2; jeśli obaj zdobywcy czołowych miejsc nie kwalifikowali się do awansu, to żadna drużyna nie awansowała do J2 ani nie spadała z niej.
Od sezonu 2024 drużyny od 3 do 6 miejsca, wezmą udział w barażach, a ich zwycięzca awansuje jako trzecia drużyna do J2.

## Historia mistrzostw i awansów
W latach 2014–2016 zwycięzcy barażów mierzyli się z drużyną zajmującą 21. miejscem w J2. Od sezonu 2017 do 2023 pierwsze dwa kluby awansowały ligę wyżej. Od 2024 roku o trzecim miejscu premiowanym awansem decydują baraże pomiędzy zespołami z miejsc 3-6.
| Sezon | Zwycięsca           | 2. miejsce           | 3. miejsce          | Zwycięzca baraży |
| ----- | ------------------- | -------------------- | ------------------- | ---------------- |
| 2014  | Zweigen Kanazawa    | Nagano Parceiro(P)   | Machida Zelvia      | —                |
| 2015  | Renofa Yamaguchi    | Machida Zelvia(W)    | Nagano Parceiro     | —                |
| 2016  | Oita Trinita        | Tochigi SC           | Nagano Parceiro     | —                |
| 2017  | Blaublitz Akita     | Tochigi SC           | Azul Claro Numazu   | —                |
| 2018  | FC Ryukyu           | Kagoshima United     | Gainare Tottori     | —                |
| 2019  | Giravanz Kitakyushu | Thespakusatsu Gunma  | Fujieda MYFC        | —                |
| 2020  | Blaublitz Akita     | SC Sagamihara        | Nagano Parceiro     | —                |
| 2021  | Roasso Kumamoto     | Iwate Grulla Morioka | Tegevajaro Miyazaki | —                |
| 2022  | Iwaki FC            | Fujieda MYFC         | Kagoshima United    | —                |
| 2023  |                     |                      |                     | —                |
| 2024  |                     |                      |                     |                  |

* Pogrubiona czcionka oznacza klub. który awansował;
(P) Porażka w barażach J2 – J3;
(W) Wygrana w barażach J2 – J3 i awans;

## Tytuły
Królowie strzelców
| Rok  | Zawodnik         | Narodowość | Dróżyna             | Gole |
| ---- | ---------------- | ---------- | ------------------- | ---- |
| 2014 | Koji Suzuki      | Japonia    | FC Machida Zelvia   | 19   |
| 2015 | Kazuhito Kishida | Japonia    | Renofa Yamaguchi FC | 32   |
| 2016 | Noriaki Fujimoto | Japonia    | Kagoshima United FC | 15   |
| 2017 | Noriaki Fujimoto | Japonia    | Kagoshima United FC | 24   |
| 2018 | Leonardo         | Brazylia   | Gainare Tottori     | 24   |
| 2019 | Taichi Hara      | Japonia    | FC Tokyo U-23       | 19   |
| 2020 | Kaito Taniguchi  | Japonia    | Roasso Kumamoto     | 18   |
| 2021 | Shota Kawanishi  | Japonia    | FC Gifu             | 13   |
| 2022 | Ryo Arita        | Japonia    | Iwaki FC            | 17   |
| 2023 |                  |            |                     |      |